# شهرستان لاندس (آلاباما)
شهرستان لاندس، آلاباما (به انگلیسی: Lowndes County, Alabama) شهرستانی در ایالات متحده آمریکا است که در آلاباما واقع شده‌است.

## خصوصیات
شهرستان لاندس ۱٬۸۷۷٫۷۵ کیلومترمربع مساحت دارد.